# Knalltüte
Eine Knalltüte, auch Klatsche (Papierklatsche) genannt, dient dem Erzeugen eines Knalls und kann wiederverwendet werden. Sie wird aus einem Blatt Papier durch Falten hergestellt.

## Funktion
Wenn die Tüte mit einem schnellen Ruck bewegt wird, klappt sich aufgrund der Massenträgheit schnell die Knalltasche (das eingefaltete Teil) aus. Bei dieser Bewegung wird die Luft um die Knalltüte herum zusammengedrückt und es entstehen heftige Schallwellen, die als Knall wahrgenommen werden.

## Alternative Knalltüte
Auch eine Papiertüte, wie etwa eine Verkaufsverpackung für Backwaren, die mit Luft aufgeblasen, mit der einen Hand zugehalten und mit der anderen durch Daraufschlagen zum Platzen gebracht wird, wird als „Knalltüte“ bezeichnet.

## Übertragene Bedeutung
Umgangssprachlich wird in Deutschland abwertend eine „Ärger oder Unverständnis hervorrufende“ oder „verrückte Person“ als Knalltüte bezeichnet, ähnlich den Begriffen Knallkopp oder Knallcharge, auch vergleichbar mit du hast ja nen Knall („du bist verrückt“).